# Peter Dayan

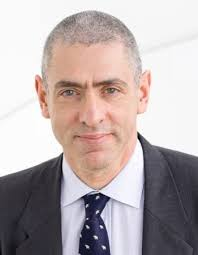
Peter Dayan

Peter Dayan (* 1965) ist ein britischer Kognitions- und Neurowissenschaftler, der bedeutende Beiträge zur Computational Neuroscience geleistet hat.
Dayan studierte Mathematik in Cambridge und wurde bei David Willshaw an der University of Edinburgh in Informatik (Künstliche Intelligenz) promoviert. Als Post-Doktorand war er bei Terry Sejnowski am Salk-Institut und an der Universität Toronto. Er war Assistant Professor am Massachusetts Institute of Technology und ab 1998 Professor am University College London, wo er seit 2002 Direktor der Gatsby Computational Neuroscience Unit ist. Im September 2018 wurde er zum Direktor am Max-Planck-Institut für biologische Kybernetik in Tübingen berufen.
Dayan befasst sich mit Maschinenlernen (Bestärkendes Lernen, Verwendung von Bayes-Methoden) und speziell dem Erstellen von mathematischen Modellen für neuronale Lernprozesse und neuronale Informationsverarbeitung auf dieser Basis. Er benutzt dabei Modelle bestärkenden Lernens, bei denen die Belohnung intern simuliert wird, so dass Lernen auch ohne äußere Belohnung möglich ist. Als bestärkendes Element identifizierte er dabei den Neurotransmitter Dopamin. 1997 wandte er mit Kollegen Temporal Difference Learning auf die Analyse von Neuronennetzwerke mit Dopamin als Transmitter in Affen an.
Er sieht die neuronalen Netzwerke im Gehirn als ähnlich zu Bayes-Netzwerken. Dayan schlug eine neue Interpretation der Funktion des Kleinhirns vor: es wiederholt über Nacht Aktivitätsmuster von Bewegungen, damit diese vom Gehirn nicht verlernt werden.
Peter Dayan wurde 2012 mit dem Rumelhart-Preis für Beiträge zu theoretischen Grundlagen menschlicher Kognition sowie 2017 mit dem Brain Prize der Grete Lundbeck European Brain Research Foundation ausgezeichnet. Im Jahr 2018 wurde er zum Fellow der Royal Society des Vereinigten Königreichs berufen, seit 2019 ist er Fellow der American Association for the Advancement of Science (AAAS). Zudem erhielt er eine Alexander von Humboldt-Professur, den höchstdotierten Forschungspreis Deutschlands, und erhält einen Lehrstuhl im Fachbereich Informatik der Universität Tübingen. Im Jahr 2023 wurde Peter Dayan als Mitglied der Sektion Neurowissenschaften in die Nationale Akademie der Wissenschaften Leopoldina aufgenommen. Im selben Jahr erfolgte seine Wahl in die Academia Europaea.

## Schriften (Auswahl)
- mit Laurence F. Abbott: Theoretical neuroscience: computational and mathematical modeling of neural systems. MIT Press 2001. Revised ed. 2005. ISBN 978-0262541855.

Aufsätze:
- The convergence of TD (λ) for general λ, Machine Learning´, Band 8, 1992, S. 341–362.
- Christopher Watkins: Q-learning, Machine Learning, Band 8, 1992, S. 279–292.
- mit G. E. Hinton, B. Frey, R. M. Neal: The wake-sleep algorithm for unsupervised neural networks. Science, Band 268, 1995, S. 1158–1160.
- mit P. R. Montague, T. Sejnowski:  A framework for mesencephalic dopamine systems based on predictive Hebbian learning. Journal of Neuroscience, Band 16, 1996, S. 1936–1947.
- mit W. Schultz, P. R. Montague: A neural substrate of prediction and reward. Science, Band 275, 1997, S. 1593–1599.
- mit S. Kakade, R. Montague: Learning and selective attention, Nature Neuroscience, Band 3, 2000, S. 1218–1223.
- mit N. D. Daw, S. Kakade: Opponent interactions between serotonin and dopamine. Neural Networks, Band 15, 2002, S. 603–616.
- mit B. W. Balleine: Reward, motivation and  reinforcement learning. Neuron, Band 36, 2002, S. 285–298.
- mit S. Kali: Off-line replay maintains declarative memories in a model of hippocampal-neocortical interactions. Nature Neuroscience, Band 7, 2004, S. 286–294.
- mit N. D. Daw, Y. Niv: Uncertainty-based competition between prefrontal and dorsolateral striatal systems for behavioral control, Nature Neuroscience, Band 8, 2005, S. 1704–1711.
- mit A. J. Yu: Uncertainty, neuromodulation, and attention. Neuron, Band  46, 2005, S. 481–492.
- mit Y. Niv, B. J. Seymour, N. D. Daw: The misbehavior of value and the discipline of the will. Neural Networks, Band 19, 2006, S. 1153–1160.
- mit Y. Niv, N. D. Daw, D. Joel: Tonic dopamine: Opportunity costs and the control of response vigor. Psychopharmacology, Band 191, 2007, S. 507–520.
- mit Q. Huys: Serotonin, inhibition and negative mood. Public Library of Science: Computational Biology, Band 4, 2008, e4.
- mit Q. Huys: A Bayesian formulation of behavioral control. Cognition, Band 113, 2009, S. 314–328.
- mit O. Schwartz, T. J. Sejnowski: Perceptual organization in the tilt illusion. Journal of Vision, Band 9, 2009, S. 1–20.
- mit J. A. Solomon: Selective Bayes: Attentional load and crowding. Vision Research, Band 50, 2010, S. 2248–2260.
- mit P. R. Montague, R. J. Dolan, K. J. Friston: Computational Psychiatry. Trends in Cognitive Sciences, Band 16, S. 72–80